# Jonathan Jordan
Jonathan Jordan (* 21. Mai 2000 in Lörrach) ist ein Schweizer Beachvolleyballspieler.

## Karriere
Sein erstes internationales Turnier bestritt der gebürtige Badener 2018 mit Immanuel Zürcher in Montpellier. In der darauf folgenden Saison gehörte er im Hallenvolleyball zum Team von Traktor Basel und stieg mit dem Verein als Meister der zweiten Schweizer Liga in die Swiss League auf. Als die folgende Spielzeit der Coronakrise zum Opfer fiel, konzentrierte er sich auf den Sport im Sand. Mit Alexei Strasser war er 2019 nur bei nationalen Veranstaltungen aktiv. Zwei Endspielteilnahmen und ein dritter Rang waren die besten Resultate. Im gleichen Jahr stand Jordan mit Nathan Broch bei der EM der unter Zweiundzwanzigjährigen in der Runde der letzten Sechzehn, eine Saison später ging es sogar bis ins Viertelfinale. Nachdem der Abwehrspezialist 2019 bei der U21-WM mit Zürcher noch in der Qualifikation gescheitert war, entschieden sich die beiden ab 2021 für eine feste Zusammenarbeit. Sie erreichten in der folgenden Spielzeit bei drei Futures die Runde der besten acht Beachpaare und beim gleichartigen Event in Cervia die Vorschlussrunde. In Maceió wurden sie FISU Vizeweltmeister, während sie bei den hochwertigen FIVB Challengers und Elite16 die Vorausscheidungen nicht überstanden. 2023 siegten sie sowohl beim Futures in Leuven wie auch kurz danach beim Beachmasters in Luzern.
2024 standen der im Südwesten Baden-Württembergs geborene Sportler und Quentin Métral auf der gleichen Seite des Spielfeldes. Bei den Challenge Events in Recife und Guadalajara überstanden sie beide Qualifikationsrunden, konnten jedoch im Hauptwettbewerb kein Spiel gewinnen. Bei den Futures in Spiez und Genf standen sie dagegen wie bei der Schweizer Meisterschaft auf der zweiten Stufe des Treppchens. 2025 wechselte Jonathan Jordan zu Adrian Heidrich. Mit ihm überstand er in Yucatán zum ersten Mal sowohl die beiden Vorausscheidungsrunden wie auch die Gruppenphase bei einem Challenge Event der World Tour. Der bis dahin wertvollste Erfolg in seiner Karriere gelang ihm jedoch erst zwei Monate später im chinesischen Xiamen, als er und sein Partner nach dem Sieg in der Quali auch die Gruppe H für sich entscheiden konnten, anschließend die Österreicher Timo Hammarberg / Tim Berger bezwangen und erst von den Turniersiegern Cherif / Ahmed gestoppt wurden. Eine Woche danach gewann das Schweizer Duo das Futures in Spiez.